# Домініон Цейлон
Цейлон — домініон Британської імперії, що існував у 1948-1972.
У роки Другої світової війни Британський Цейлон мав стратегічне значення, і в 1942 Цейлонський національний конгрес ухвалив рішення домогтися від британського колоніального уряду обіцянки розглянути питання про надання Цейлону самоврядування після закінчення війни. Відповідно до досягнутих домовленостей в 1944 на Цейлоні почала роботу Комісія Соулбері для вироблення основ майбутнього державного устрою країни.
У жовтні 1945 на базі пропозицій Комісії Соулбері підготовлена «Біла книга» з текстом нової цейлонської конституції, яка, однак, не передбачала повної незалежності для острова, а зберігала його в сфері британської юрисдикції. Пост генерал-губернатора передавався представникам цейлонського суспільства, однак глава законодавчої влади призначався британським урядом.
4 лютого 1948 офіційно створений домініон Цейлон. Спроба вступу Цейлону в тому ж році в ООН заблокована СРСР, який вважав, що Цейлон є залежною державою.
У 1956 до влади на Цейлоні прийшли сингальські націоналісти. Офіційною мовою Цейлону замість англійської стала сингальська, що призвело до хвилювань серед тамілів і вбивства прем'єр-міністра.
У 1957 з острова евакуйовані британські бази, і Цейлон офіційно став «неприєднаною державою».
У 1972 прийнята нова конституція, відповідно до якої країна стала республікою, а її назва змінилася з «Цейлон» на «Шрі-Ланка».